# Пічул Микола Миколайович
Мико́ла Микола́йович Пічул (11 липня 1994, с. Красноармійське, Новоазовський район — 27 липня 2014, с. Красноармійське, Новоазовський район) — солдат, кулеметник 2-го батальйону спеціального призначення НГУ «Донбас». Позивний «Студент».

## Життєпис
Дані щодо народження дещо розбіжні: Книга пам'яті полеглих за Україну наводить дані, що Микола Пічул народився 11 липня 1994 у с. Красноармійське Новоазовського району, а запорізькі дослідники вказують дату народження 11 липня 1992 року, і місце народження — м. Запоріжжя, район Хортицький.
Закінчив школу в с. Красноармійське Новоазовського району Донецької області. Був футбольним фанатом. Вступив до Приазовського ДТУ в м. Маріуполь.

### Російсько-українська війна
Із початком війни у 2014 році узяв академічну відпустку в університеті й добровільно вступив до лав добровольчого батальйону НГУ «Донбас».
Загинув 27 липня 2014 р. від вогнепального поранення, отриманого від п'яних бійців ЗСУ, коли заступився за мирних мешканців на Донеччині. Дані щодо місця загибелі різні джерела наводять різні: Книга пам'яті полеглих за Україну та побратим Олексій Герман вказують місто Красноармійськ, запорізькі дослідники говорять про село Красноармійське Новоазовського району.
Похований у м. Маріуполь.

## Сім'я
Залишились мати та брат. Російський кінорежисер Василь Пічул був його рідним дядьком.

## Вшанування
- Його портрет розміщений на меморіалі «Стіна пам'яті полеглих за Україну» у Києві — секція 2, ряд 5, місце 8.